# Astragalus follicularis
Astragalus follicularis är en ärtväxtart som beskrevs av Pall.. Astragalus follicularis ingår i släktet vedlar, och familjen ärtväxter. Inga underarter finns listade i Catalogue of Life.